# 开姆尼茨
开姆尼茨（發音：[ˈkɛmnɪts] ⓘ；索布语：Kamjenica）市是德国萨克森州西部的一座非县辖城市，总面积为220.85平方千米，截至2023年12月31日总人口为250,681人。开姆尼茨是位于莱比锡和德累斯顿之后的该州第三大城市，也是该州六个Oberzentren之一。开姆尼茨的城市格言是“有头脑的城市”（Stadt mit Köpfchen）。
该市同茨维考一起构成了“开姆尼茨-茨维考经济区”的核心，也是“薩克森三角城市群”的组成部分。
“开姆尼茨”得名于流经该市的一条同名河流。在東德治下的1953年5月10日到1990年6月1日期间，开姆尼茨改称“卡尔·马克思城”（Karl-Marx-Stadt）。
1143年有文献记载中提到，该市已发展为德国工业化城市中重要的一个。开姆尼茨市的人口数大约自1883年起便超过了十万。

## 地理
开姆尼茨位于“厄尔士山盆地”中由开姆尼茨河形成的一条宽阔的河谷地带，被厄尔士山脉餘脉从南面、中萨克森山地从北面、博伊滕山（Beutenberg）从东面所环抱。

### 相邻的乡镇
下列乡镇和开姆尼茨市相邻。它们按顺时针顺序排列，从东北方向开始：
- 在弗赖贝格县：Niederwiesa、Flöha、Augustusburg
- 在中厄尔士山县：Gornau、Amtsberg
- 在施托尔贝格县：Burkhardtsdorf、Neukirchen
- 在开姆尼茨县：Oberlungwitz、Hohenstein-Ernstthal、Callenberg、Limbach-Oberfrohna、Niederfrohna
- 在米特韦达县：Hartmannsdorf、Burgstädt、Lichtenau、Frankenberg

### 城市划分
开姆尼茨的市区被划分为39个城区，其中的Einsiedel、Euba、Grüna、Klaffenbach、Kleinolbersdorf-Altenhain、Mittelbach、Röhrsdorf和Wittgensdorf同时也是村。每个村拥有自己的村议会，议会根据居民人数由10至16名成员组成，并由村长任主席。

### 气候

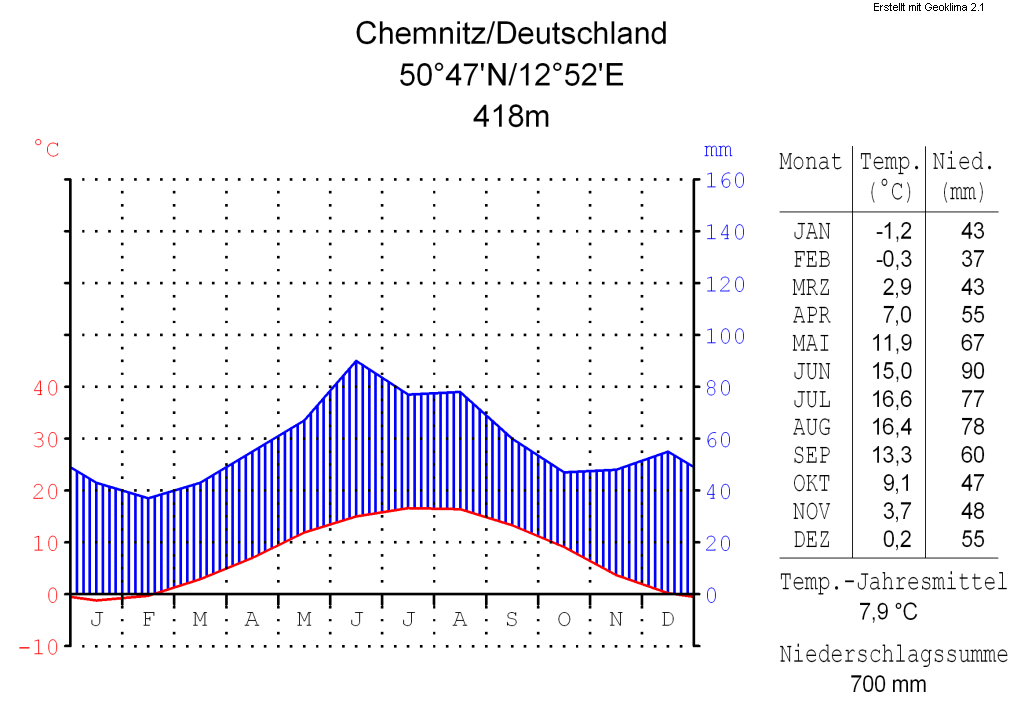
开姆尼茨气候图表

开姆尼茨处于温带暖湿气候下，然后也可追寻到像大陆性气候变迁的影子。
在有资料记载的时间段1961年—1990年间，最热的六、七月的平均温度为16.6和16.4摄氏度，最低温度一月在-1.2摄氏度。年平均温度是7.9 °C。该市区一月日平均温度位于0 °C和-2 °C之间，七月位于16 °C至18 °C间。年平均日照时间为1530小时，七月200小时的日照时间为该市日照最佳的月份。
由于城市位于厄尔士山盆地Luv-Seite所带来的降水下。市区的年均降水量为650—800mm间。在Küchwald有资料记载的时间段1961年—1990年，年降水量为775mm。市区降水最多的6月份为85—90mm，2月则为35—45mm是降水最少的月份。

## 政治
自德国统一后，开姆尼茨的市长和市议会都由市民选举产生，市长同时也是市议会的主席。

### 友好城市
| - 芬兰坦佩雷 - 斯洛文尼亚卢布尔雅那 - 法国阿拉斯 - 马里通布图 | - 捷克拉贝河畔乌斯季 - 波兰罗兹 - 法国米卢斯 - 英国曼彻斯特 | - 俄罗斯伏尔加格勒 - 德国杜塞尔多夫 - 美国阿克伦 - 中国太原 |

## 交通

### 公共交通
开姆尼茨市内的公共交通主要由“开姆尼茨交通股份公司CVAG”负责，公司提供5条有轨电车和32条公共汽车线路。

### 航空
距离开姆尼茨最近的国际机场是东部的德累斯顿机场（80km）和西北方向的莱比锡/哈雷机场（90km）。

## 媒体

### 传统印刷
- 地区性日报《自由新闻报》，日发行量约364,000份，是德国发行量最大的报纸之一。

### 电台
自从1993年5月23日起，开姆尼茨地区可以收到位于调频102,1 MHz的Radio Chemnitz电台。

## 教育、科研

### 开姆尼茨工业大学 (TUC)

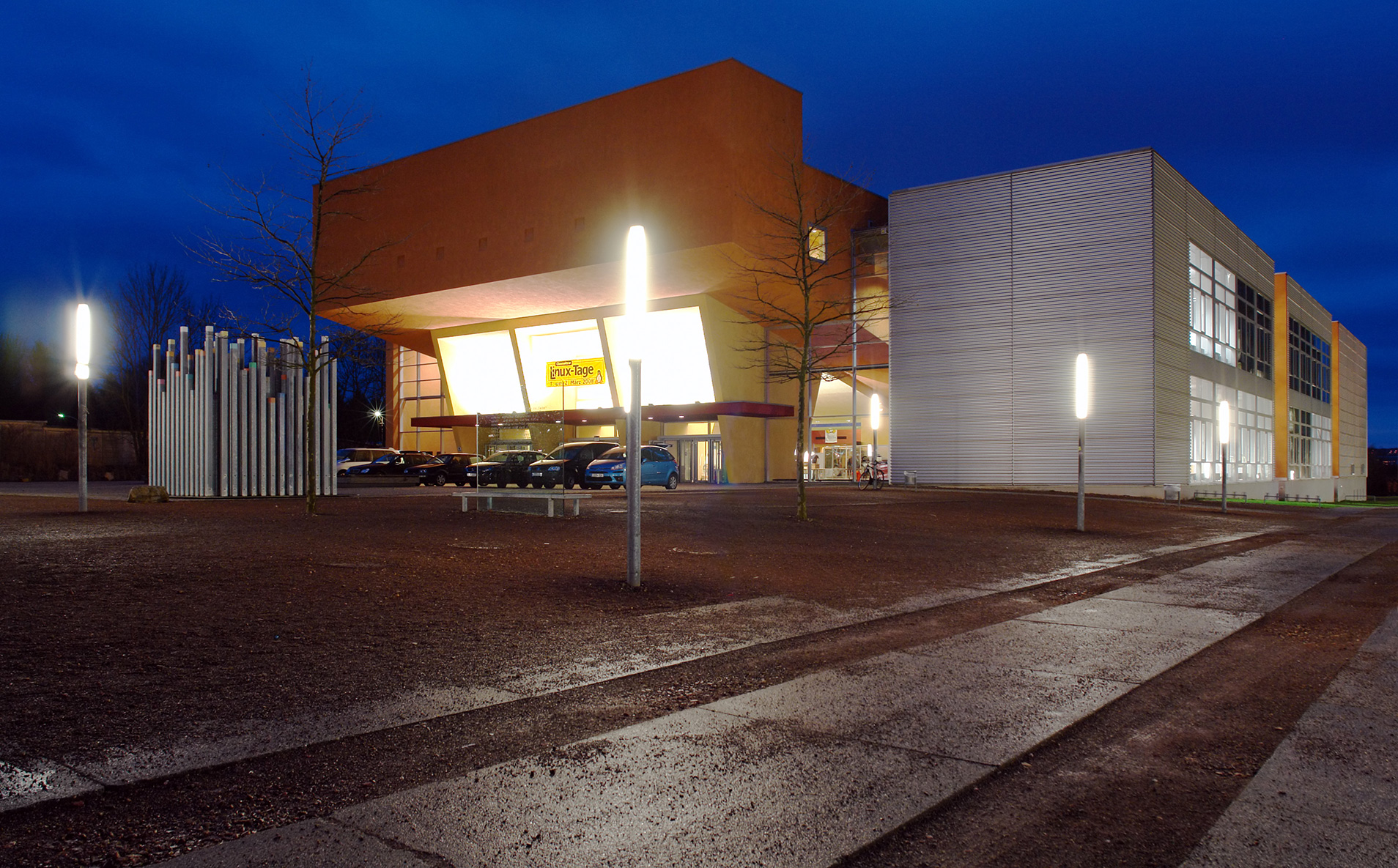
开姆尼茨工业大学的中央演讲厅大楼

开姆尼茨工业大学，又譯克姆尼茨科技大學，可以追溯到1836年所建立的皇家开姆尼茨工业学校（Königliche Gewerbschule Chemnitz），起初仅为一所纺织工业培训点。1882年引入电学专业，直到第二次世界大战改建为国立科技学院（Staatliche Akademie für Technik）。1953年被提升为机械制造高校，1963年则成为一所工业技术高校。最终在1986年被升级为一所科技大学。目前在校学生数量为10347名。

### 科研机构
- 夫琅禾费加工机械和加工技术研究所IWU （页面存档备份，存于）
- 夫琅禾费可靠性和微集成研究所IZM （页面存档备份，存于）
- 萨克森纺织研究所 （页面存档备份，存于）

## 其他景观
- 城市北部热电厂的烟囱从远处就能被看见。300米的高度使它成为开姆尼茨同时也是萨克森的最高建筑。
- “化石林”是开姆尼茨最著名的景观之一。

## 人物
- 格奥尔格乌斯·阿格里科拉，（1494－1555），科学家，被誉为“矿物学之父”，曾任开姆尼茨市长。
- 米夏埃尔·巴拉克，（1976－），足球运动员，曾在开姆尼茨读体育专科高中并在两家俱乐部效力。
- 丹尼爾·羅森菲爾德，（1989－）德國作曲家。

## 资料来源
1. ↑    (XLS). Statistisches Landesamt des Freistaates Sachsen. 2024 （German）.
2. ↑  民政部地名研究所 (编). . . 北京: 中国社会出版社: 538. 2017-05. ISBN 978-7-5087-5525-0. OCLC 1121629943. OL 28272719M. NLC 009152391.（简体中文）
3. ↑  . TU Chemnitz. 2009-02-06  [2009-07-07]. （原始内容存档于2021-10-27）.